# Пимен (Воят)
Митрополит Пимен (в миру Павел Михайлович Воят; 25 июня 1985, село Анновка, Корецкий район, Ровенская область) — епископ Украинской православной церкви (Московского патриархата), епископ Ровенский и Острожский.

## Биография
Родился 25 июня 1985 года в селе Анновка Корецкого района Ровенской области в крестьянской семье. В 1991—2002 годах учился в общеобразовательной школе I—III ступеней в селе Копитов Корецкого района Ровенской области.
В 2002—2006 годах учился в Киевской духовной семинарии, в 2006—2010 годах ― в Киевской духовной академии (КДА).
С сентября 2010 года преподавал в Киевских духовных школах. В ноябре того же года назначен дежурным помощником проректора по воспитательной работе. В 2013 году окончил Национальный педагогический университет имени М. П. Драгоманова.
25 апреля 2013 года ректором Киевской духовной академии митрополитом Бориспольским и Броварским Антонием (Паканичем) пострижен в монашество с именем Пимен в честь выпускника КДА священномученика Пимена (Белоликова), епископа Семиреченского.
28 апреля 2013 года на Соборной площади перед Успенским собором Киево-Печерской лавры митрополитом Киевским и всея Украины Владимиром (Сабоданом) был рукоположён в сан иеродиакона, 6 мая митрополитом Бориспольским Антонием (Паканичем) — в сан иеромонаха, 15 июня на площади перед академическим храмом Рождества Пресвятой Богородицы Киево-Печерской лавры митрополитом Киевским и всея Украины Владимиром (Сабоданом) награждён правом ношения наперсного креста.
8 января 2014 года в академическом храме Рождества Пресвятой Богородицы в Киеве митрополитом Бориспольским и Броварским Антонием (Паканичем) награждён правом ношения креста с украшениями.
9 ноября 2015 года в Успенском соборе Киево-Печерской лавры митрополитом Киевским и всея Украины Онуфрием возведён в сан архимандрита.
С 2016 по 2018 год исполнял послушание благочинного храма Рождества Пресвятой Богородицы Киевской духовной академии.

## Архиерейское служение
14 марта 2018 года решением Священного синода Украинской православной церкви избран епископом Дубенским, викарием Ровенской епархии. 23 марта в храме Рождества Пресвятой Богородицы Киевской духовной академии состоялось его наречение во епископа. 25 марта в Трапезном храме преподобных Антония и Феодосия Печерских Киево-Печерской лавры состоялась его архиерейская хиротония, которую совершили митрополит Киевский и всея Украины Онуфрий (Березовский), Павел (Лебедь), митрополит Бориспольский и Броварской Антоний (Паканич), митрополит Тульчинский и Брацлавский Ионафан (Елецких), митрополит Ровенский и Острожский Варфоломей (Ващук), архиепископ Бучанский Пантелеимон (Бащук), архиепископ Уманский и Звенигородский Пантелеимон (Луговой), архиепископ Северодонецкий и Старобельский Никодим (Барановский), архиепископ Боярский Феодосий (Снигирёв), архиепископ Нежинский и Прилукский Климент (Вечеря), епископ Бородянский Варсонофий (Столяр), епископ Фастовский Дамиан (Давыдов), епископ Гостомельский Тихон (Софийчук), епископ Барышевский Виктор (Коцаба), епископ Белогородский Сильвестр (Стойчев) и епископ Ладыжинский Сергий (Аницой).
16 сентября 2021 года был назначен временно управляющим Ровенской епархией в связи с кончиной митрополита Ровенского и Острожского Варфоломея, 16 ноября назначен управляющим Ровенской епархией.
17 августа 2022 года на соборной площади Киево-Печерской лавры митрополитом Онуфрием (Березовским) возведён в сан архиепископа.
17 августа 2025 года возведён в сан митрополита 